# Branî, Horohiv
Branî (în ucraineană Брани) este localitatea de reședință a comunei Branî din raionul Horohiv, regiunea Volînia, Ucraina.

## Demografie
Componența lingvistică a localității Branî
     Ucraineană (99,34%)
     Alte limbi (0,53%)
Conform recensământului din 2001, majoritatea populației localității Branî era vorbitoare de ucraineană (99,34%), existând în minoritate și vorbitori de alte limbi.